# Mylodon
Mylodon is een geslacht van uitgestorven grondluiaards. Mylodon-fossielen worden in Zuid-Amerika gevonden in Pleistocene afzettingen van 1,8 miljoen tot 12.000 jaar oud. De reuzengrondluiaard Mylodon darwinii is de enige soort binnen het geslacht. Deze soort werd in 1832 gevonden door Charles Darwin. Darwin schreef het eerste exemplaar in eerste instantie toe aan de huidige luiaards. Richard Owen beschreef het fossiel in 1840 als een nieuwe soort en vernoemde het naar Darwin.

## Biologie
M. darwinii woog tussen de duizend en tweeduizend kilogram en werd ongeveer drie meter lang. Het dieet was plantaardig en bestond waarschijnlijk uit bladeren van struiken en bomen. M. darwinii had goed ontwikkelde klauwen die waarschijnlijk werden gebruikt om bladeren te plukken en te graven naar wortels. In tegenstelling tot andere luiaards groef M. darwinii vermoedelijk geen gaten en klom niet in bomen.

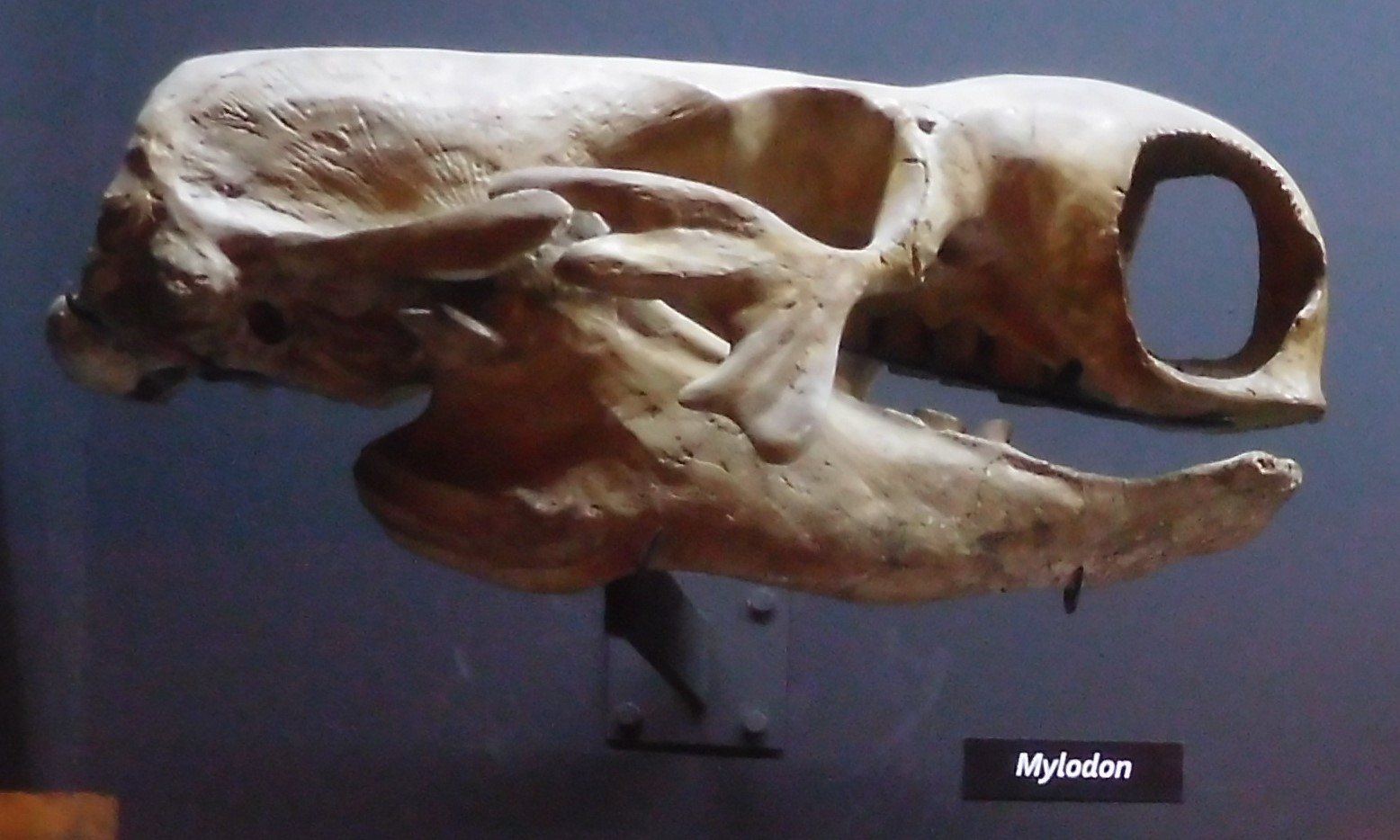
Schedel van Mylodon in het Museo Argentino de Ciencias Naturales Bernardino Rivadavia
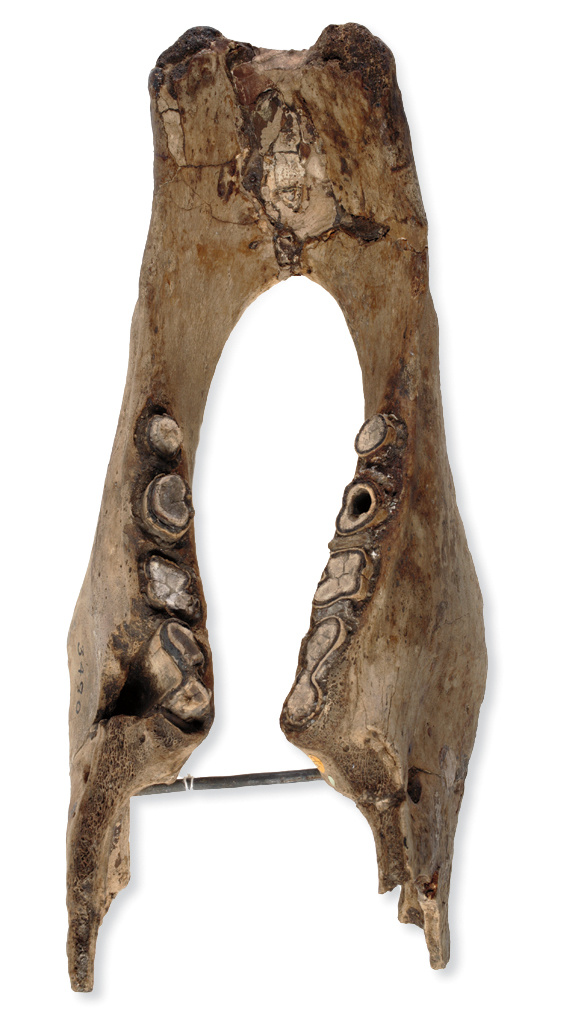
Onderkaak van Mylodon darwinii in het Natural History Museum

## Tafonomie
Mylodon-resten worden gevonden door heel Zuid-Amerika, van Bolivia tot aan het zuiden van Patagonië. Exceptioneel gepreserveerde resten werden gevonden in een grot in zuid-Chili die bekend staat als de Mylodon-grot (Cueva del Milodón in de provincie Última Esperanza). Onder de vondsten bevinden zich onder andere stukken huid, haar en uitwerpselen. Deze vondsten zijn in verschillende musea te bewonderen. In Nederland wordt een stuk huid met haar tentoongesteld door Naturalis.